# Шугейзинг
Шугейзинг (на английски: shoegazing) или шугейз (shoegaze – гледам втренчено в краката), първоначално известен като „дрийм поп“ (dream pop), е поджанр на Инди рока (който от своя страна е поджанр на алтернативния рок).
Появява се в Обединеното кралство в края на 1980-те години. Характеризира се със своята ефирно звучаща смес от скрити вокали, китарен дисторшън и ефекти.
Терминът е измислен от британската музикална преса (списанията New Musical Express и Melody Maker), подигравайки се на сценичното поведение на вълна от нео-психоделични групи. Техните членове стояли неподвижно през цялото време на изпълнение, навели главите си, като че ли втренчени в обувките си. Това поведение се дължало на честата употреба на ефект педали, което изисквало изпълнителите да гледат надолу към показанията на тези педали по време на концерт.